# Drowjanaja
Drowjanaja (russisch Дровяна́я) ist eine Siedlung städtischen Typs in der Region Transbaikalien in Russland mit 2871 Einwohnern (Stand 14. Oktober 2010).

## Geographie
Der Ort liegt etwa 60 km Luftlinie südwestlich der Regionshauptstadt Tschita am westlichen Fuß des Tscherskigebirges, gut 5 km vom rechten Ufer der Ingoda entfernt.
Drowjanaja gehört zum Rajon Uljotowski und befindet sich knapp 50 km nordöstlich von dessen Verwaltungszentrum Uljoty. Die Siedlung ist Sitz der Stadtgemeinde Drowjaninskoje gorodskoje posselenije, zu der außerdem das Dorf Tataurowo (8 km westnordwestlich), die Siedlung Krasnaja Retschka (7 km nördlich) und die Stationssiedlung Golubitschnaja (4 km nördlich) gehören.

## Geschichte
Der Ort entstand gegen Ende des 19. Jahrhunderts im Zusammenhang mit dem Bau der Transbaikalbahn als Teil der Transsibirischen Eisenbahn, die etwa 20 km nördlich am jenseitigen Ufer der Ingoda vorbeiführt. In der Gegend um den Ort, der zunächst abgeleitet vom Namen des Dorfes Tataurowo Tataurowskije datschi hieß, wurde für den Bahnbau benötigtes Holz eingeschlagen und die Ingoda hinab geflößt; einige Jahre später wurde eine Güteranschlussbahn herangeführt.
Von 1924 bis 1926 war die Siedlung Verwaltungssitz des Tataurowski rajon, der 1927 im Uljotowski rajon aufging. Seit 1929 besitzt Drowjanaja unter diesem Namen, abgeleitet von russisch drowa für Brennholz oder allgemein eingeschlagenes Holz, den Status einer Siedlung städtischen Typs.

### Bevölkerungsentwicklung
| Jahr | Einwohner |
| ---- | --------- |
| 1939 | 2.039     |
| 1959 | 3.367     |
| 1970 | 1.690     |
| 1979 | 2.346     |
| 1989 | 12.660    |
| 2002 | 3.230     |
| 2010 | 2.871     |

Anmerkung: Volkszählungsdaten.
1989 wurden die Einwohner der 3 km südlich gelegenen, zu diesem Zeitpunkt noch geheimen Militärsiedlung Gorny, die erst seit 1994 offiziell eigenständiger Ort ist, zu Drowjanaja gezählt.

## Verkehr
Straßenverbindung besteht zur 8 km westlich bei Tataurowo verlaufenden Fernstraße R258 Baikal (früher M55), die Irkutsk über Ulan-Ude mit Tschita verbindet und Teil der transkontinentalen Straßenverbindung ist. Eine Lokalstraße führt von Drowjanaja das rechte Ingoda-Ufer hinab, bis sie den Fluss nach etwa 17 km überquert und dort bei der Siedlung Lesnoi Gorodok ebenfalls an die R258 anschließt.
Am Ort vorbei führt eine Güteranschlussstrecke (Station Golubitschnaja beim gleichnamigen Ortsteil) zur Siedlung Gorny, die bei der Station Lesnaja von der Transsibirischen Eisenbahn abzweigt.